# Kyle Dake
Kyle Douglas Dake (født 25. februar 1991) er en amerikansk bryder, der konkurrerer i fristil.
Han repræsenterede USA ved sommer-OL 2020 i Tokyo, hvor han tog bronze i 74 kg.
Under Sommer-OL 2024 som blev avholdt i Paris, tog han bronze.